# Consciência de marca
Consciência de marca (em inglês:  brand awareness) é a medida em que uma marca é reconhecida por clientes potenciais e está corretamente associada um determinado produto. Ela expressa geralmente uma porcentagem do mercado-alvo e é o principal objetivo da publicidade nos primeiros meses ou anos de introdução de um produto.
O conceito está relacionado com as funções de identidades de marca na memória dos consumidores e pode ser refletido pela maneira como os consumidores identificam a marca em condições diversas. A consciência de marca refere-se à capacidade dos consumidores de diferenciar corretamente uma marca a que tenham sido anteriormente expostos. Isso não implica necessariamente que as pessoas identificam o nome da marca, mas podem reconhecer seu logotipo ou embalagem, por exemplo.